# イジー・ウェルシュ

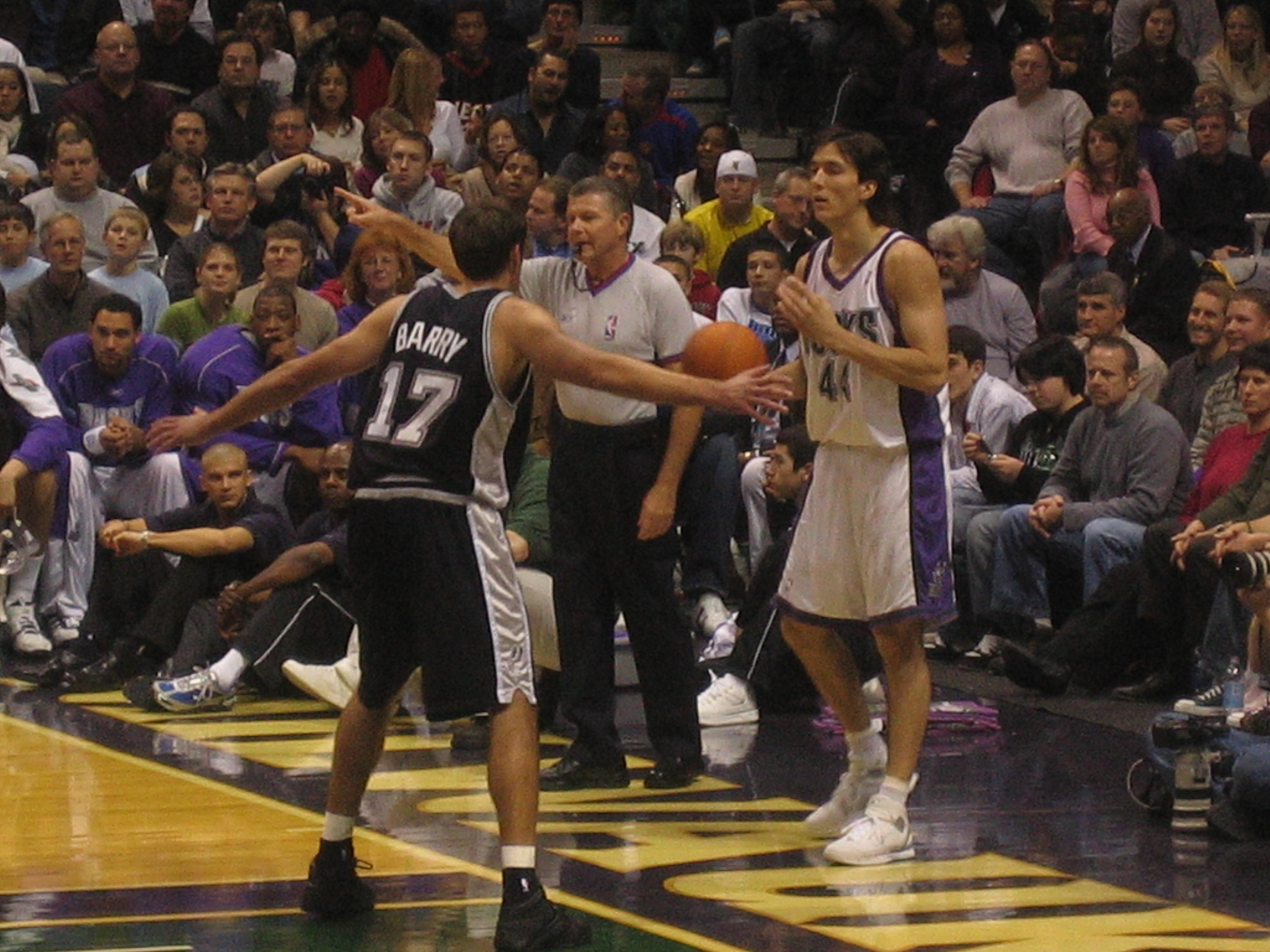
2005年バックス在籍時。vsスパーズ戦。右がウェルシュ、(左)はブレント・バリー。

イジー・ウェルシュ（Jiří Welsch、1980年1月27日 - ）は、チェコのプロバスケットボール選手。バスケットボール・ニンブルク所属。チェコスロバキアパルドゥビツェ州パルドゥビツェ出身。ポジションはポイントガード、シューティングガード。202cm、95kg。英語の発音だとジリ・ウェルシュ。日本語でイヤリ・ウェルシュと表記される事もある。

## その他
- チェコ語読みでは「Jiří」は「イジー」と発音する。英語で訳すと「ジリ」と翻訳される。